# Frühstück

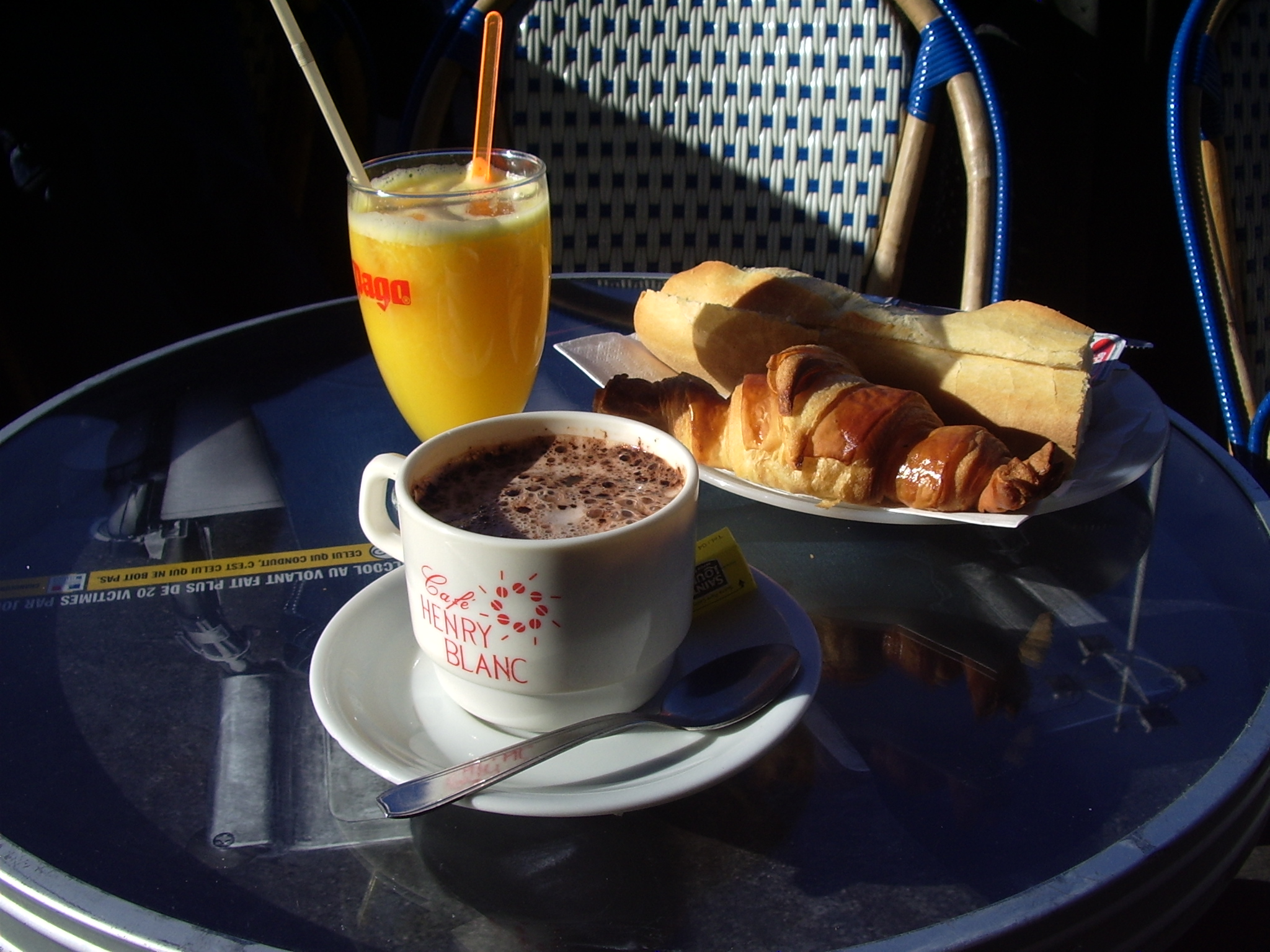
Französisches Frühstück

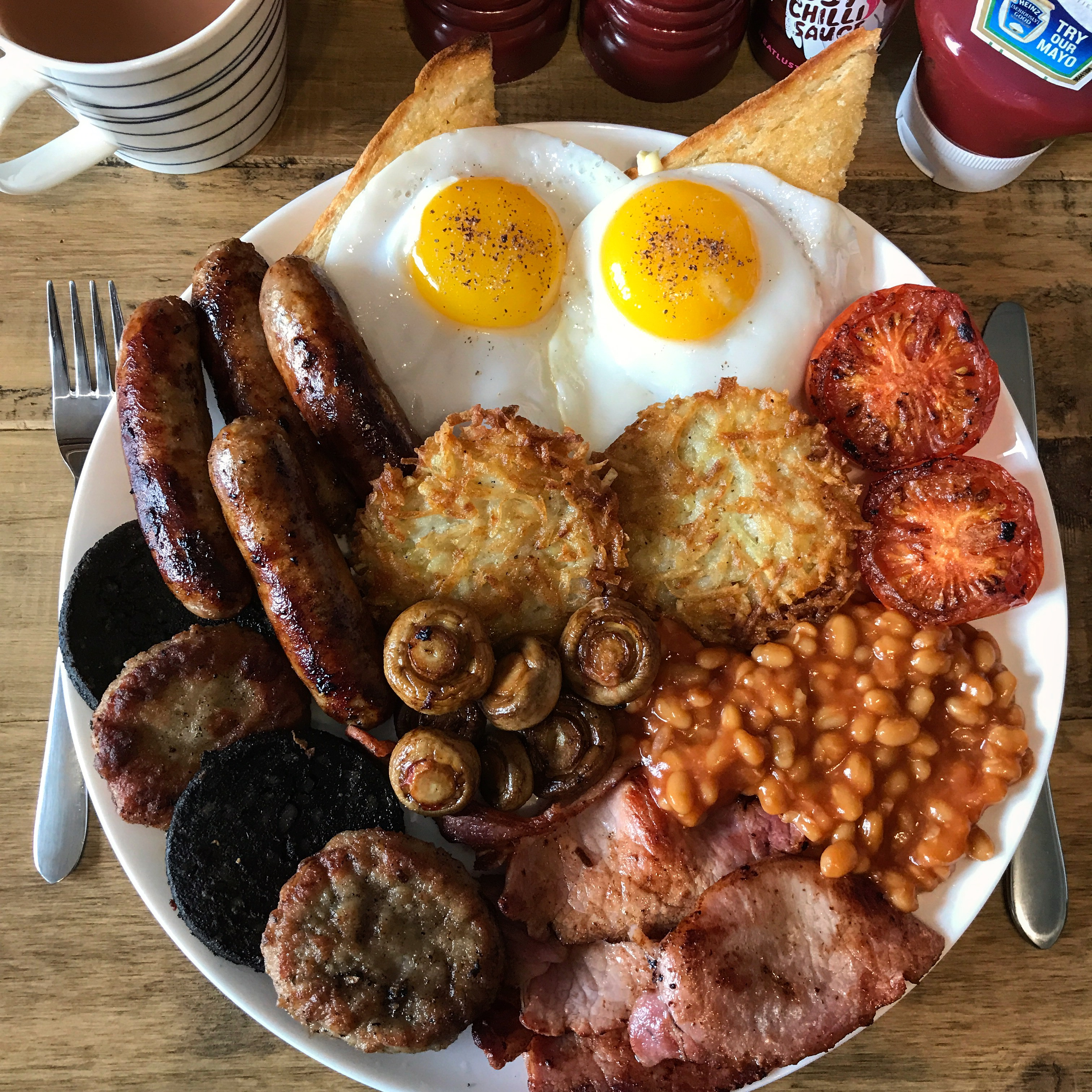
Englisches Frühstück

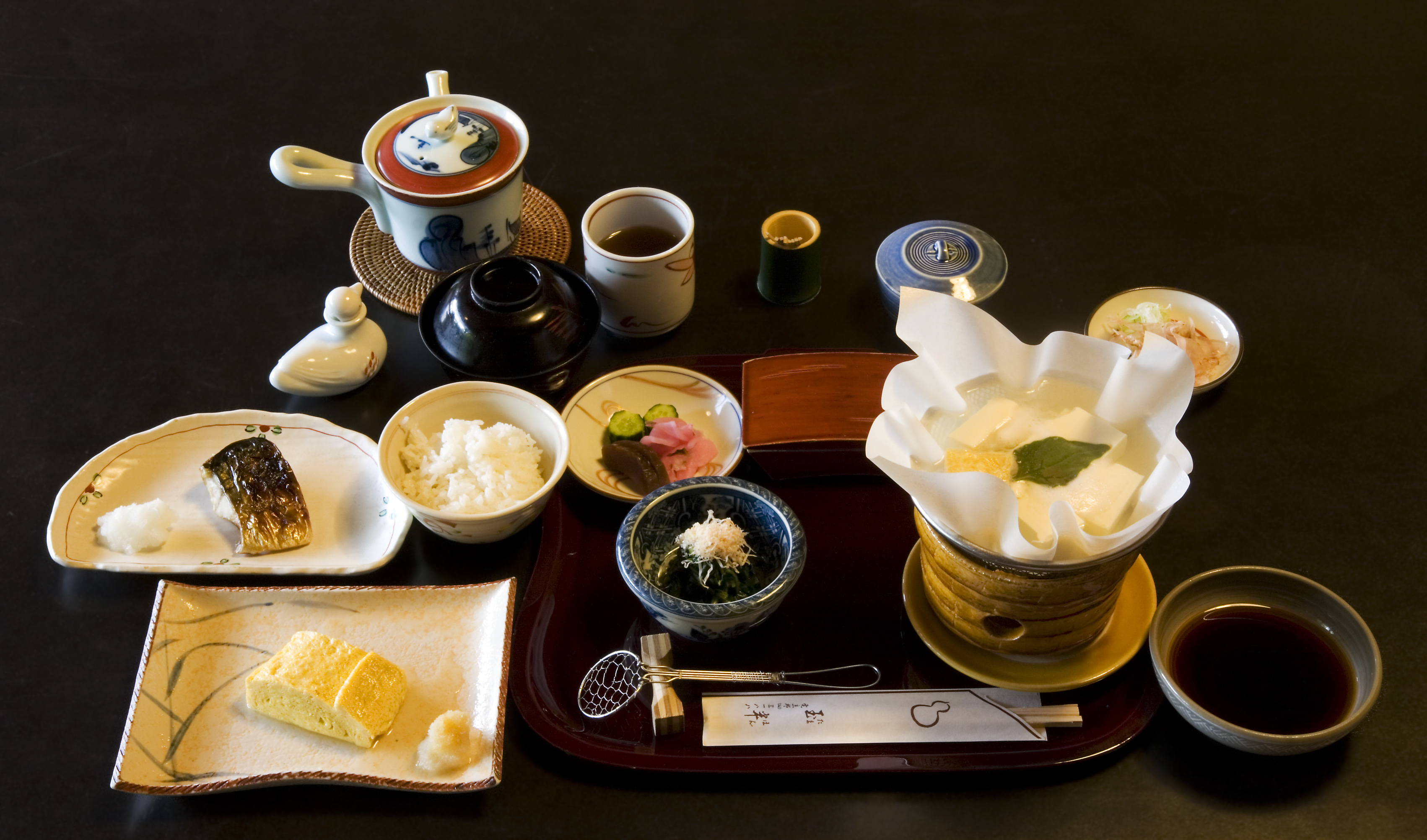
Traditionelles japanisches Frühstück

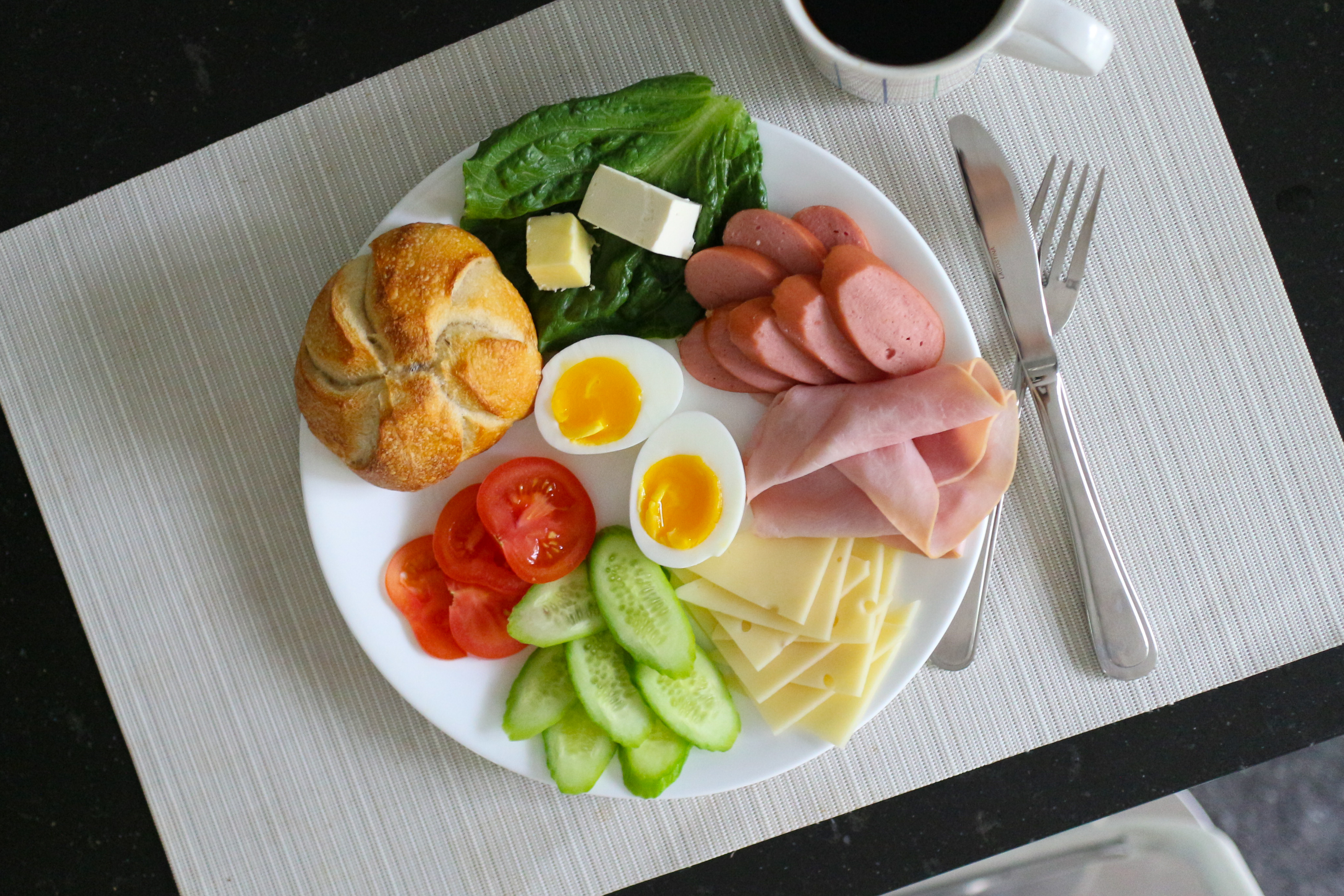
Polnisches Frühstück

Das Frühstück (schweizerisch Morgenessen oder mundartlich Zmorge; veraltet auch Frühkost oder Dejeuner) ist die in der Regel morgens zu sich genommene erste Mahlzeit des Tages.
In Deutschland, Österreich und der Schweiz besteht das Frühstück oft aus einem Heißgetränk (in der Regel Kaffee, Tee, Milch oder Kakao) sowie aus Backwaren, vornehmlich Brot, Toastbrot oder Brötchen (süddeutsch/österreichisch Semmeln, Wecken; schweizerisch Weggli), dazu Butter oder Margarine und als süßer Aufstrich Marmelade, Honig, Nuss-Nougat-Creme oder Zuckerrübensirup oder als salziger Belag Wurst oder Käse. Weitere beliebte Bestandteile eines Frühstücks im deutschsprachigen Raum sind Quark (österreichisch Topfen) und Joghurt, ein Frühstücksei oder Ham and Eggs, Müsli, Frühstücksflocken, Saft und Obst.
Eine Sonderform ist der Brunch, der Frühstück und Mittagessen kombiniert und eher am späten Vormittag eingenommen wird. Der Ausdruck „Brunch“ ist ein englisches Kofferwort und setzt sich aus Teilen der Wörter breakfast (Frühstück) und lunch (Mittagessen) zusammen. Die deutsche Entsprechung wäre Gabelfrühstück. Da es den Brunch häufig in Buffetform mit reicher Auswahl gibt, ersetzt er in solchen Fällen Frühstück und Mittagessen gleichzeitig und gilt damit als geeignet für Spätaufsteher.

## Benennungsmotive
Der Bezeichnung für die erste Mahlzeit am Tag liegen in den verschiedenen Sprachen unterschiedliche Benennungsmotive zugrunde:
- Das deutsche Wort Frühstück reicht etymologisch bis ins 15. Jahrhundert zurück und bedeutete ursprünglich das frühmorgens gegessene Stück Brot. Das Wort löste den bis dahin üblichen mittelhochdeutschen Ausdruck morgenbrōt ab.[1]
- Der englische Ausdruck breakfast bezeichnet das durch die erste Nahrungsaufnahme am neuen Tag vollzogene „Fastenbrechen“ nach der Nacht.
- Dasselbe Benennungsmotiv liegt bei spanisch desayuno (= Frühstück) vor, abgeleitet von ayunar (= fasten).
- Ähnliches gilt für das Französische: petit déjeuner (= Frühstück) ist wörtlich ein „kleines Fastenbrechen“. Als déjeuner (wörtlich „Fastenbrechen“, jeûner = fasten) wird meist das Mittagessen bezeichnet; in manchen französischsprachigen Regionen wird jedoch das Frühstück so genannt.
- Das portugiesische pequeno almoço bezeichnet das Frühstück ähnlich wie im Französischen als „kleines Mittagessen“.
- Im Italienischen wird das Frühstück als colazione bezeichnet (oder als prima colazione, wörtlich „erstes Mahl“). Dies geht auf den kirchenlateinischen Ausdruck collatio zurück. Im Deutschen hat das entsprechende Fremdwort Kollation laut Meyers Konversationslexikon unter anderem die Bedeutung „in Klöstern das mäßige Abendessen an Fasttagen, welche Bezeichnung dadurch entstanden sein soll, daß in den Abendversammlungen vor dem Essen ein Kapitel aus den Collationes patrum Sceticorum des Johannes Cassianus vorgelesen werden musste; danach [bedeutete das Wort Kollation] überhaupt ein außer der bestimmten Essenszeit genossenes einfacheres Mahl“.[2]
- Das schwedische Wort frukost und das dänische morgenmad beziehen sich (wie Frühstück und das mittelhochdeutsche morgenbrōt) auf die Tageszeit, zu der das Essen eingenommen wird.
- Das niederländische ontbijt (urverwandt mit deutsch Imbiss) bezeichnet das Frühstück wörtlich als „Anbeißen“.[3]

Der morgendliche Konsum weniger von Nahrungsmitteln als vielmehr von Genussmitteln wie alkoholischen Getränken oder Zigaretten wird besonders sozialen Randgruppen zugeschrieben. Dafür existieren einige regional unterschiedliche, scherzhafte Bezeichnungen wie „Nuttenfrühstück“ oder (in Österreich:) „Sandlerfrühstück“.

## Die Bedeutung des Frühstücks in den verschiedenen Kulturen

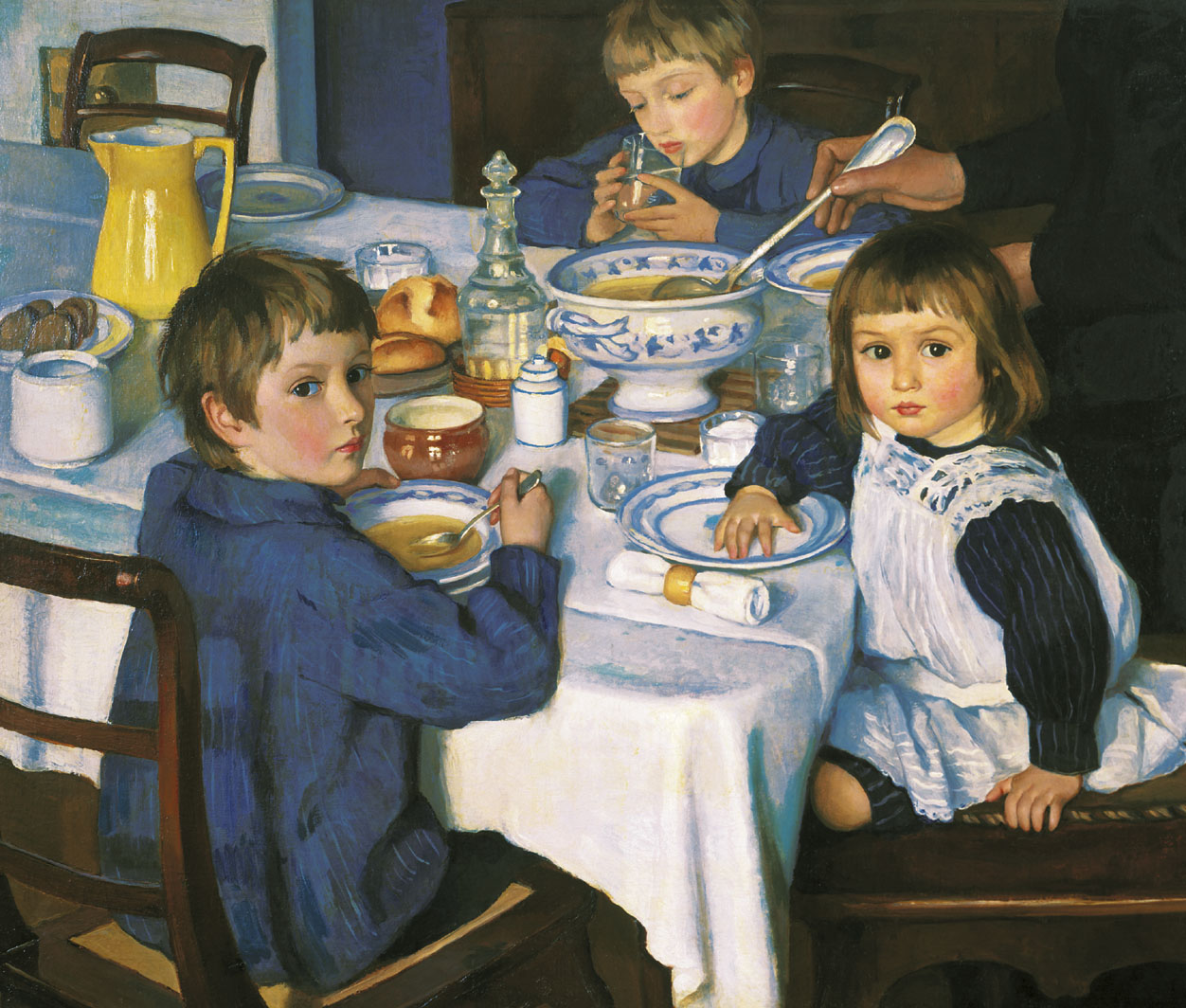
Sinaida Serebrjakowa:
Beim Frühstück (1914)

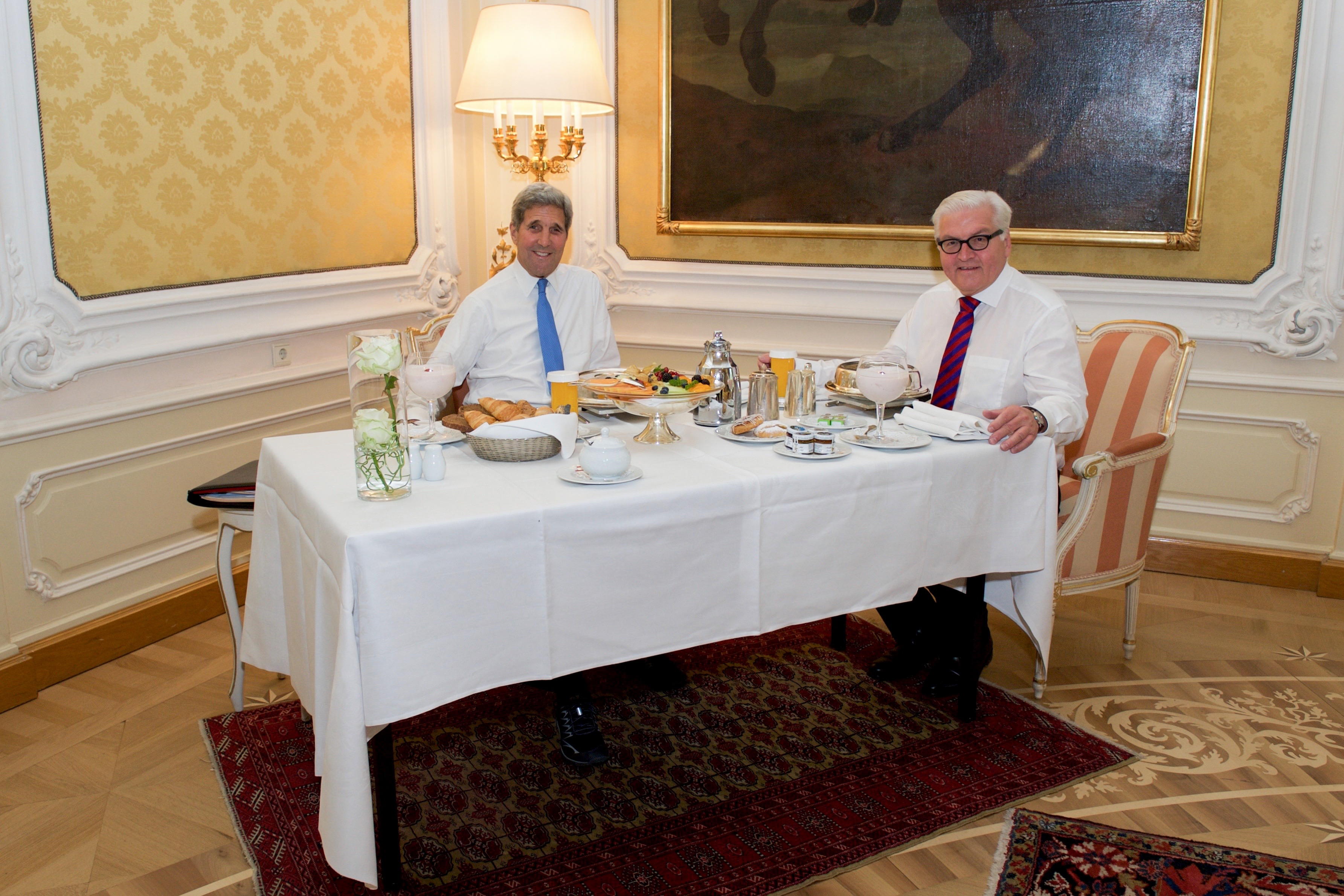
Arbeitsfrühstück von John Kerry und Frank-Walter Steinmeier in einem Wiener Hotel (2015)

Während das Frühstück als erste, morgendliche Mahlzeit ein kulturübergreifendes Phänomen ist, unterscheiden sich Gestaltung, Rituale, Zeitpunkt, Dauer, vor allem aber Umfang und Nahrungsbestandteile des Frühstücks zwischen und in den verschiedenen Kulturkreisen oft erheblich.
In afrikanischen und asiatischen Kulturen ist ein süßes Frühstück weitgehend unbekannt. In Nord- und Zentraleuropa, insbesondere in Großbritannien, gilt das Frühstück häufig als wichtigste, zentrale Mahlzeit des Tages und als äußerer Rahmen der Begegnung mit der ganzen Familie oder häuslichen Gemeinschaft. Dessen ungeachtet verzichten heutzutage viele Menschen in Europa und den USA auf das Frühstück: Je nach Alters- und Bevölkerungsgruppe bzw. Definition von „Frühstück“ beläuft sich der prozentuale Anteil der „Frühstücksverzichter“ auf 10 % bis 30 %. In Politik und Wirtschaft ist das Arbeitsfrühstück ein übliches Format.
Der Kaffee als Getränk zum Frühstück ersetzte im 18. Jahrhundert allmählich die früher zu allen Mahlzeiten üblichen Getränke Wein und Bier.

### Gesundheitliche Aspekte
Eine aktuelle Untersuchung widerlegt die häufig vertretene Ansicht, dass ein üppiges Frühstück beim Abnehmen helfe. Die (fälschliche) Annahme hierbei ist, dass eine reichhaltige Mahlzeit am Morgen einen lang anhaltenden Sättigungseffekt hat. Dieser sorge in Folge dafür, dass man bei den anderen Mahlzeiten des Tages weniger isst und somit insgesamt über den Tag verteilt weniger Energie aus Lebensmitteln aufnimmt. Nach Ansicht der Forscher ist jedoch genau das Gegenteil der Fall: Ein allzu reichhaltiges Frühstück erhöhe die tägliche Energiebilanz statt sie zu senken, da man die beim Frühstück zusätzlich aufgenommene Energie nicht durch Zurückhaltung bei den anderen Mahlzeiten wieder einspare. Die Volksweisheit Frühstücken wie ein Kaiser, Mittagessen wie ein König und Abendessen wie ein Bettelmann mag also zwar zutreffen, wird jedoch demzufolge nicht durchgehalten. So belegen auch weitere Studien, dass es prinzipiell gleichgültig ist, wie die Energiezufuhr durch Lebensmittel über den Tag verteilt wird, d. h. ob die Hauptmahlzeit morgens, mittags oder abends eingenommen wird. Was zählt, ist nur die Summe der durch Lebensmittel zugeführten Energie pro Tag.

## Typische Frühstücke auf der Welt
In dieser Tabelle erscheinen nur die typischen Speisen und Getränke, was nicht ausschließt, dass heutzutage oder regional auch andere Speisen und Getränke zu sich genommen werden.
| Land                           | Typische Speisen | Typisches Getränk | Anmerkungen |
| ------------------------------ | --- | --- | --- |
| Afghanistan                    | Afghanisches Brot, Qaimak (Kajmak), Frischkäse mit Mandeln und frischen Pfefferminzblättern, Butter, Marmelade (speziell Quitten- und Apfelmarmelade), Spiegelei zubereitet mit Tomaten, Koriander, scharfen Paprika und Pfeffer. Halwa (Süßspeise aus Mehl, Zucker, Öl und Kardamom mit Walnüssen), Rot (leicht süßes Gebäck), Halim (Haferbrei) | Grüner Tee mit Kardamom oder Qaimak Chai (Grüntee gekocht mit Milch, Zucker und Kardamom)                                                                    | Tee und frischgebackenes Brot gehören zu den festen Bestandteilen des afghanischen Frühstücks. |
| Ägypten                        | Ful (Favabohnen-Mus), Rührei, Chubz (Brot), Falafel | Tee, selten Kaffee, Saft | Oft wird auch Brot mit Frischkäse und Marmelade gegessen. |
| Australien                     | Frühstücksflocken, Toastbrot mit Vegemite, gegrillter Frühstücksspeck und Ei | Kaffee, Tee | |
| Brasilien                      | Oftmals Brötchen mit Butter oder Pão de queijo (Käsebrot), Schinken, Gebäck und Obst. Der Café Colonial ist populär in der südlichen Region. | Kaffee, meist schwarz und mit einer für Europäer ungewohnt großen Menge Zucker, oftmals mit Milch, und Orangensaft                                           | |
| Dänemark                       | Weizenbrot, Vollkornbrot, Butter/Margarine, Aufschnitt/Käse/Ei, Cerealien, Obst, fermentierte Milchprodukte, Gebäck/Kuchen/Kekse | Kaffee, Wasser, Milch/Milchmischgetränke, Saft, Tee | |
| Deutschland                    | Brötchen, Brot, Butter, Käse, Wurst, süße Aufstriche, Obst, Müsli, Cornflakes, Eier, Joghurt | Kaffee, Tee, Saft, Milch | Das deutsche Frühstück ist im (hauptsächlich europäischen) Ausland üblicherweise als continental breakfast erhältlich. |
| Flandern                       | Backwaren (vornehmlich Brot, Brötchen, Zwieback und/oder (Hefe)-Zopf, der je nach Region gesüßt oder nicht gesüßt ist) mit Aufstrich und Feinbackwaren (Kuchen, Muffins, Schneckennudeln, Plundergebäck, Biskuits, Kekse etc.); Käse, Wurst, Marmelade, Zuckerrübensirup, Hagelslag, Honig, Müsli (klassische Getreidemüslis oder Frühstücksflocken), Joghurt, Quark, Obst, ein weiches oder hartes Ei, Rühr- und Spiegeleier, in Hotels häufig auch Frühstücksspeck, Haferbrei.        | Kaffee, Tee, Saft, Milch | |
| Finnland                       | Karelische Piroggen, Mämmi, helles und dunkles Brot, Wurst, Pasteten, Blau- und Moltebeeren sowie anderes Obst und Gemüse, geräucherte Fische, Hering | viel Kaffee, Tee, Saft, Milch | |
| Frankreich                     | Brot mit Butter oder süßem Aufstrich (Marmelade, Honig, Schokolade), Croissants oder andere feine Backwaren (meist ohne Aufstrich, Brot und Croissants werden oft in Kaffee getunkt); Frühstücksflocken in Milch (häufig bei Kindern); manchmal Joghurt, selten Käse, keine Fleisch- und Wurstwaren. | Milchkaffee, selten schwarzer Kaffee, heiße Schokolade, schwarzer Tee oder Saft; der Milchkaffee wurde traditionell mit Zichorie aromatisiert (heute selten) | |
| Griechenland                   | Bougatsa oder Sesam-Kringel | Kaffee | |
| Guatemala                      | Weißbrot, Maisfladen, Toast, Rührei/Spiegelei, schwarze Bohnen (meistens püriert („refritos“)), gebratene oder frittierte Kochbananenscheiben | Kaffee, Fruchtsaft | |
| Iran                           | Mast-o-Khiar (kalte Joghurtsuppe mit Minze und frischem Gemüse), Asch (heiße Suppe mit Gemüse und Linsen), Schafskäse, Halim (Haferbrei), Fladenbrot, Joghurt, Honig, Marmelade (oft Karottenmarmelade) | Schwarzer Tee oft stark gesüßt, Saft oder Türkischer Kaffee                                                                                                  | Während des Ramadan und freitags wird nach Sonnenaufgang nicht gegessen und getrunken. In Hotels ist das traditionelle Frühstück selten, hier werden oft Variationen aus Frischkäse, Käse, Honig, Joghurt, Gurken, Tomaten, Oliven, Spiegelei und Fladenbrot serviert. Dazu Kaffee oder Tee, Milch und Säfte. |
| Israel                         | Weißbrot, Pita, Blätterteigtaschen, gelegentlich Matze (ungesäuerter dünner Brotfladen) oder Kuchen, Butter oder Margarine, Marmelade, Eier, Käse, Oliven, Salat aus Tomaten und Gurke, Joghurt, Obst, auch geräucherter und marinierter Fisch, Antipasti, Schakschuka | Kaffee, Tee, Fruchtsaft, kalte Getränke | Typischerweise sehr reichhaltig, jedoch ohne Fleisch- oder Wurstwaren (siehe Jüdische Speisegesetze). |
| Italien                        | Zwieback, Butter, Marmelade, Croissants (Cornetto) (ohne Füllung oder auch mit Pudding, Marmelade oder Schokolade gefüllt) | Caffè Latte, Cappuccino, schwarzer Kaffee oder Espresso | Meist sehr sparsames Frühstück, in vielen Hotels werden den Gästen jedoch Kuchen, Obst, Käse und Wurst angeboten. |
| Japan                          | Traditionell: Reis, Tsukemono, gebratener Fisch, Miso-Suppe, Nori-Algen, Nattō (besonders in Ostjapan). In Privathaushalten oftmals auch Reste vom Abendessen des Vortages. Westlich: Toastbrot (gewöhnlich breitformatiger sowie dicker als in Europa üblich), Marmelade. | Traditionell: Japanischer Grüner Tee. Westlich: Kaffee, Schwarzer Tee bzw. Royal Milk Tea, Saft                                                              | In Privathaushalten ist westliches Frühstück nicht unüblich. Die ältere Generation bevorzugt Toast, während bei der jüngeren eher ein traditionelles Frühstück überwiegt. |
| Mexiko                         | Verschiedene süße Backwaren, Obst, aber auch warme Speisen mit mexikanischen Tortillas. | Kaffee, eine Art Milchkaffee, zubereitet mit sehr starkem, etwas dickflüssigem Kaffee (kein Espresso)                                                        | |
| Niederlande                    | Brot/Cracker, Milchprodukte, Obst, Eier. | Kaffee, Tee, Saft, Milch | |
| Österreich                     | Backwaren (vornehmlich Brot, Brötchen, Toast und/oder (Hefe)-Zopf, der je nach Region gesüßt oder nicht gesüßt ist) mit Aufstrich und Feinbackwaren (Kuchen, Muffins, gefüllte Germteigschnecken, Plundergebäck, Biskuits, Kekse etc.); Käse, Wurst, Schinken, Marmelade, Zuckerrübensirup, Honig, Müsli (klassische Getreidemüslis oder Frühstücksflocken), Joghurt, Quark, Obst, ein weiches oder hartes Ei, Rühr- und Spiegeleier, in Hotels häufig auch Frühstücksspeck, Haferbrei. | Kaffee, Tee, Saft, Milch | |
| Philippinen                    | Reis, Obst, Rührei mit Speck, Hotdogs, Trockenfisch (Bulad). | Kaffee, Kakao | |
| Polen                          | Ein heißer Milchbrei, Haferbrei (Owsianka), oder eine Milchsuppe mit Nudeln oder anderen Einlagen, dann ein paar Butterbrote mit Wurst oder Schichtkäse und Konfitüre. Rührei oder gekochtes Ei mit ein paar Scheiben Brot bzw. Brötchen, oder eine Wurst- und Käseauswahl und Gemüse wie Gurken und Tomaten. | Wahlweise Tee, Getreidekaffee, Kaffee oder Kakao (in der Reihenfolge der Popularität)                                                                        | Neuerdings werden auch Frühstücksflocken und Müsli immer beliebter. |
| Russland                       | Milchbrei ist typisch in Russland zum Frühstück, gekochtes Ei oder Spiegelei, Butter- oder Käsebrot, Süßer Aufstrich | Kaffee, Kakao, Tee | |
| Schweden                       | Knäckebrot, Fisch, Haferbrei oder Filmjölk, Käsebrot, oft auch Köttbullar, Eier, Brot und Brötchen mit süßem und/oder pikantem Belag. | Kaffee oder Tee, Saft | |
| Schweiz                        | Butterbrote mit Konfitüre, Honig oder Nussnougatcreme; seltener Butterbrote mit Käse oder Aufschnitt; am Sonntag Zopf statt Brot; Rührei, gekochte Eier oder Spiegeleier, seltener mit Speck; Müesli oder Cornflakes; Joghurt; Grießbrei oder Haferbrei; seltener (vor allem auf dem Land) Rösti, Ribel; Früchte | Kaffee, Milchkaffee („Schale“), Milch, Ovomaltine, Tee, Kakao; dazu Orangensaft o. Ä.                                                                        | Es bestehen starke regionale Unterschiede. |
| Spanien                        | Croissants, Churros bzw. Chocolate con Churros oder andere feine Backwaren. Brot mit Olivenöl, Tomate und Schinken | Kaffee, Tee oder Orangensaft | meist sehr sparsames Frühstück |
| Türkei                         | Weißbrot (oft Simit), Salzlakenkäse, Oliven, Tomaten, Gurken, Kajmak, Joghurt | Schwarzer Tee, (selten Kaffee, Milch) | |
| Uganda                         | Bohnen mit Reis, Maisbrei o. ä., Chapati (vergleichbar mit Pfannkuchen), Mandazi (vergleichbar mit Krapfen), frittierte oder gekochte Süßkartoffeln oder Maniokspalten, Haferbrei, selten Omelett in Verbindung mit Chapati („Rolex“). Westlich: Toastbrot mit gesalzener Butter, Marmelade oder Erdnuss- bzw. Sesampaste (kaum verbreitet) | stark gesüßter schwarzer Tee oder Milchtee | Frühstück wird in Uganda erst gegen 10 eingenommen |
| USA                            | Überwiegend Frühstücksflocken, nachrangig Eierspeisen, Frühstücksspeck oder Toast. | Kaffee und Orangensaft | Siehe: American Breakfast. Regional sehr unterschiedlich. |
| Vereinigtes Königreich, Irland | Full English breakfast, Specksandwich, Toast mit Marmelade. | Tee | |
| Vietnam                        | Traditionell: Phở (Reisnudel-Suppe) mit Rindfleisch, Fisch oder Huhn Westlich: Eierkuchen mit Bananen oder anderem Obst, Baguette mit Marmelade, Obst | vietnamesischer grüner Tee, Kaffee (mit gesüßter Kondensmilch)                                                                                               | |
| Volksrepublik China            | Reissuppe, Nudelsuppe, Fladenbrot, Sojamilch, Teigstangen, Salzgemüse und andere warme Speisen. | Chinesischer Grüner Tee | |

## Frühstückskategorien in deutschsprachigen Beherbergungsbetrieben
Es sind verschiedene Begriffe zur Kategorisierung des Frühstücksangebots in Beherbergungsbetrieben üblich. Im deutschsprachigen Raum sind dies: einfaches Frühstück, erweitertes Frühstück, Frühstücksbuffet. Was damit genau gemeint ist, definieren die Hotel- und Gaststättenverbände von Deutschland, Schweiz und Österreich (DEHOGA, Hotelleriesuisse, Wirtschaftskammer Österreich) in enger Anlehnung an DIN EN ISO 18513:
Ein einfaches Frühstück (continental breakfast) ist ein Frühstück, das mindestens Brot, Butter, Marmelade und/oder Konfitüre sowie ein heißes Getränk beinhaltet.
Das französische Frühstück mit Croissants zählt zum einfachen Frühstück (Croissant-Frühstück).
Das Vollkornfrühstück (petit déjeuner aux céréales, whole-meal breakfast) beinhaltet Vollkorn-Gebäcke.
Ein erweitertes Frühstück besteht mindestens aus einem Heißgetränk (wahlweise Tee oder Kaffee), einem Fruchtsaft, einem Obstsalat/Obst und einer Auswahl an Brot/Brötchen, Butter, Marmelade, Wurst und Käse.
Ein Frühstücksbuffet muss bei den drei genannten Verbänden übereinstimmend einen größeren Umfang als das erweiterte Frühstück haben.
Ein Etagenfrühstück (petit déjeuner dans la chambre, breakfast in guest’s room) kann der Gast als einfaches oder erweitertes Frühstück aufs Hotelzimmer bestellen.
Allerdings gibt es zwei Abweichungen: Ei/Eierspeisen und Müsli sind in Österreich bereits bei einem erweiterten Frühstück gefordert. In Deutschland sind sie erst beim Buffet, in der Schweiz überhaupt nicht erwähnt. Die Hotelleriesuisse fordert dagegen als einziger der drei Verbände kalte Getränke bei einem Frühstücksbuffet.
2019 schloss sich der Bundesfinanzhof bestätigend einer Vorinstanz an, dass nach allgemeiner Lebensauffassung in Deutschland Wurst und Käse „integraler Bestandteil“ eines Frühstücks seien und mindestens ein Brotaufstrich. Lediglich unbelegte Brötchen mit Kaffee stellen aus dieser Sicht kein Frühstück dar.

## Zweites Frühstück
In vielen Gegenden und Lebensformen wird im Laufe des Vormittags eine Zwischenmahlzeit eingenommen, die je nach Region verschieden genannt wird.
Häufig findet dies gemeinsam im Kollegenkreis statt. Daraus leitet sich der Begriff Frühstücksdirektor ab, der eine Führungskraft bezeichnet, die ihrer eigentlichen Verantwortung enthoben wurde.

## Bilder

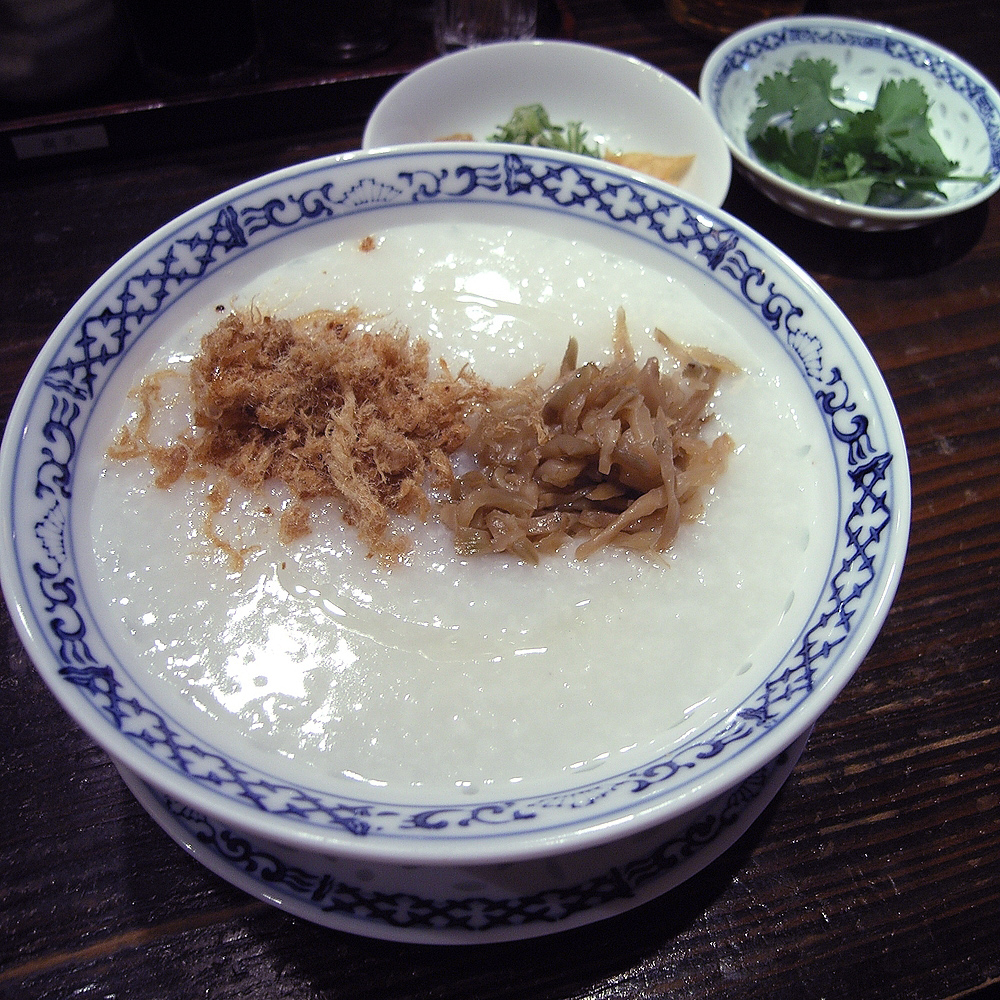
Typisches Frühstück in China
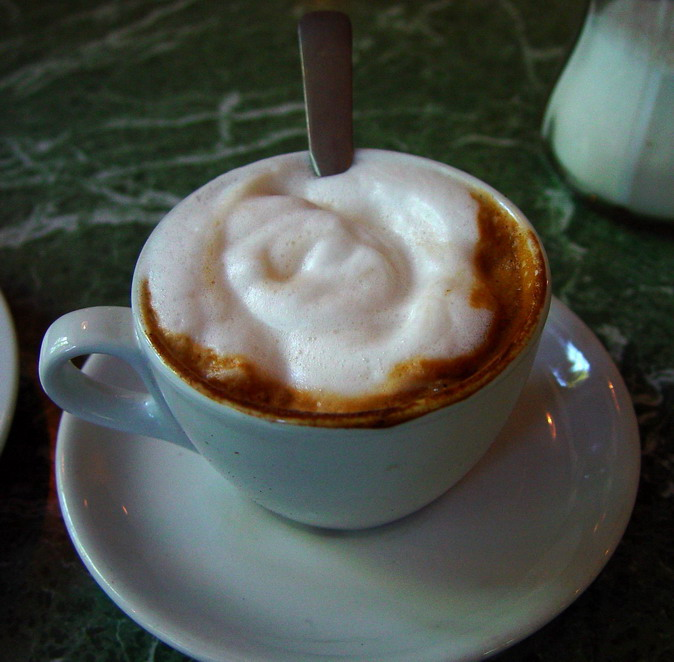
Frühstück in Italien, Cappuccino
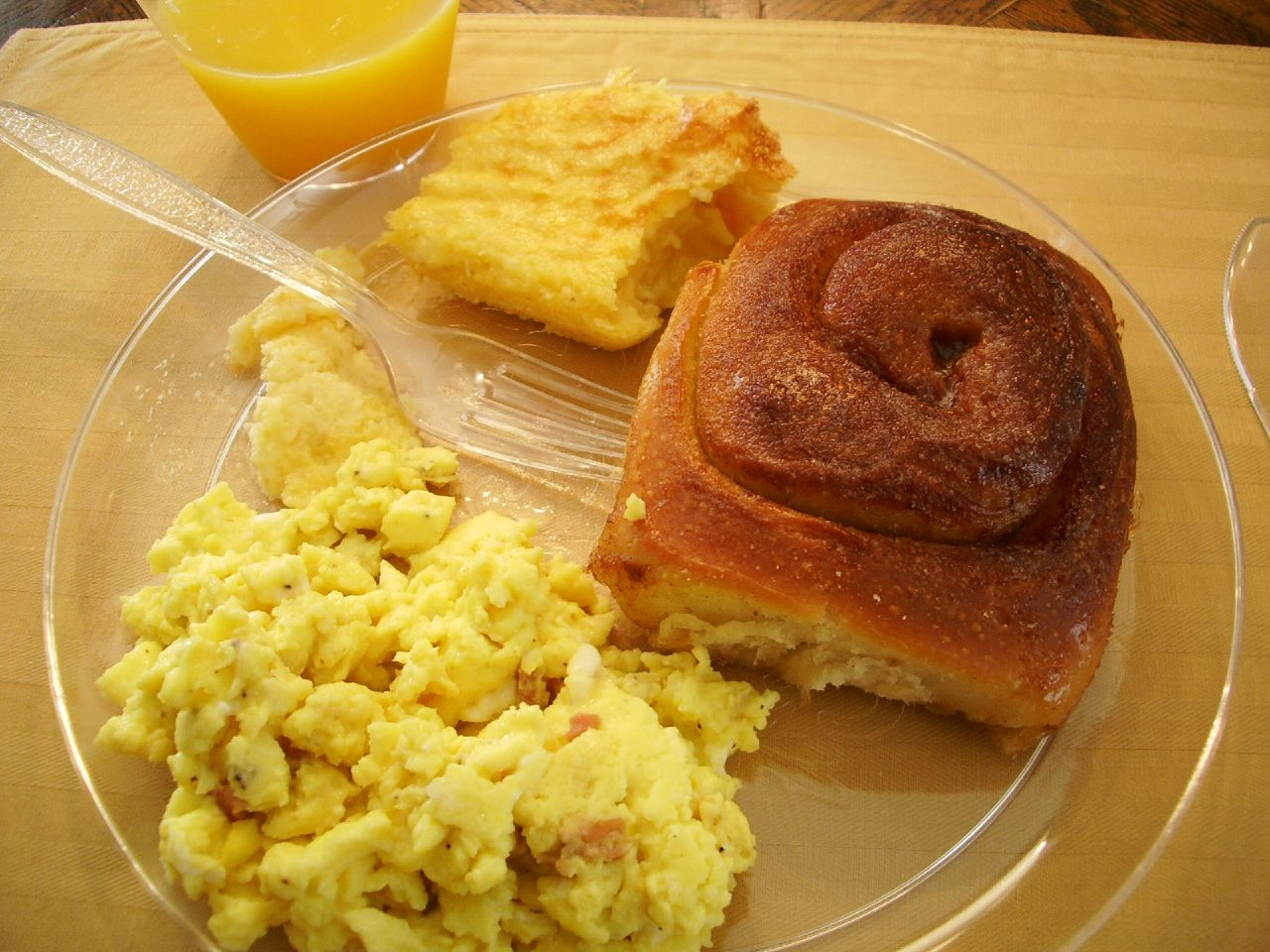
Schnelles Frühstück in den USA und Kanada
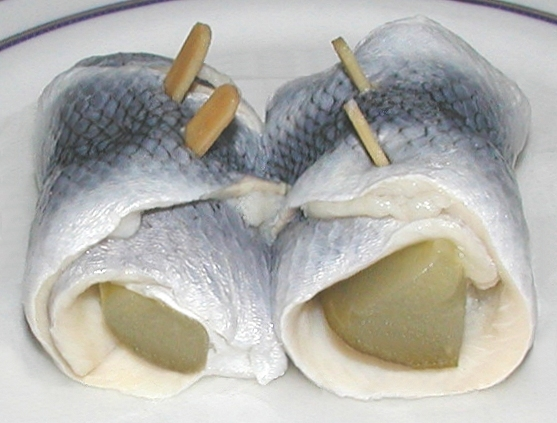
Katerfrühstück
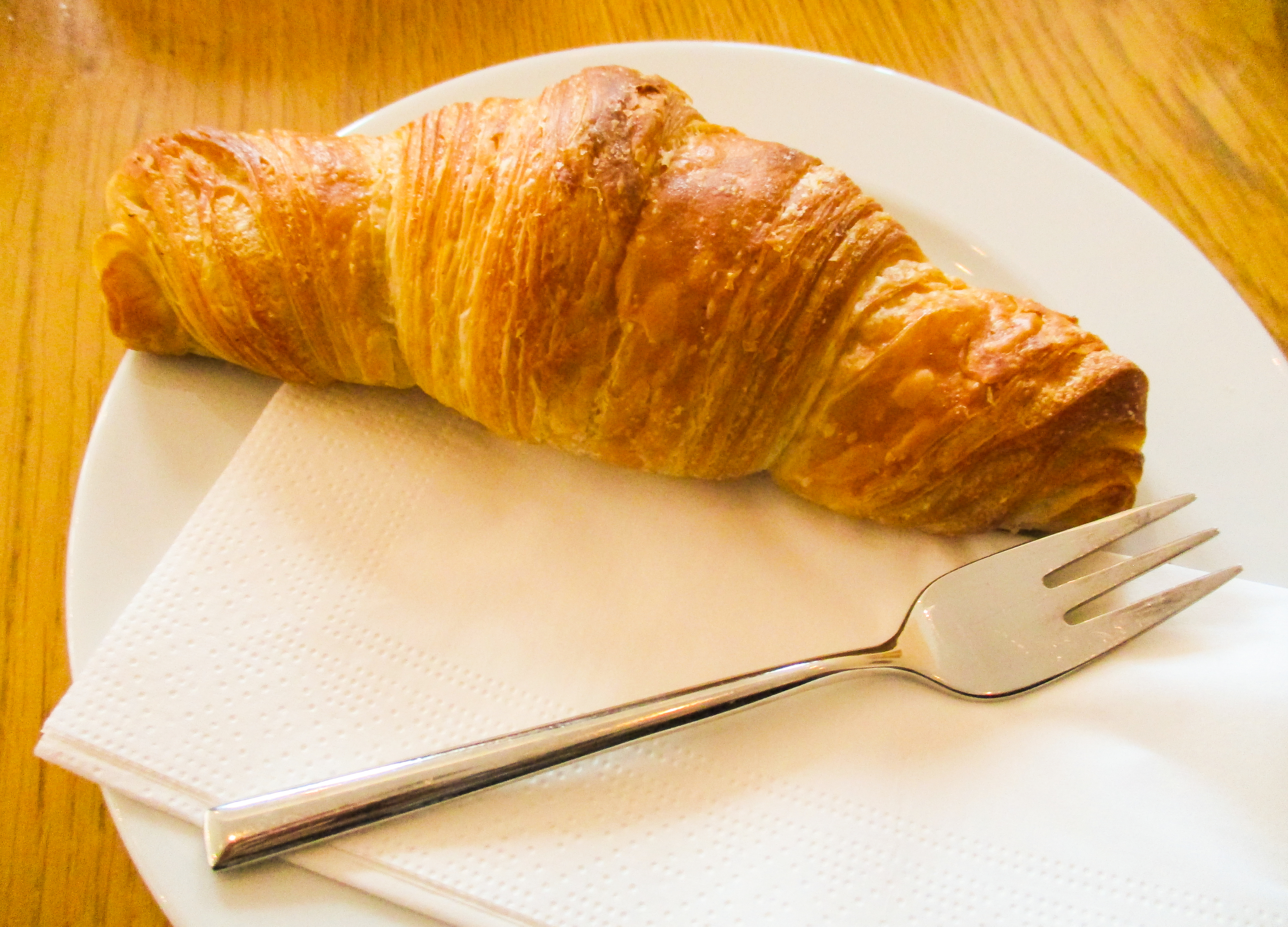
Croissant, typisches Frühstücksgebäck